# James B. Harris
James B. Harris (Nueva York, 3 de agosto de 1928) es un productor, guionista y director de cine retirado. Trabajó con el joven fotógrafo y entonces independiente director de cine Stanley Kubrick, como productor en The Killing, Paths of Glory y Lolita. Comlo director de cine hizo Cold War, The Bedford Incident y dirigió al actor James Woods en dos películas, el drama Fast-Walking, con la actriz Kay Lenz y Cop, basado en una novela de James Ellroy, película en la que Woods fue coproductor.